# Interstate 74
Interstate 74 (afgekort I-74) is een Interstate highway in de Verenigde Staten. De snelweg loopt van Davenport (Iowa) naar Cincinnati (Ohio). Los daarvan liggen enkele stukken snelweg met deze naam in de staat North Carolina met als eindpunt Lumberton (North Carolina).

## Traject

### Interstate 74 inIowa
Slechts een klein gedeelte van de I-74 loopt in Iowa, ter hoogte van de stad Davenport, onderdeel van de Quad City agglomeratie die zich uitstrekt tot in Illinois. De route in Iowa is 9 kilometer lang.

### Interstate 74 inIllinois
Het grootste gedeelte van de route van de I-74 ligt in Illinois. Vanaf Moline loopt de snelweg naar het zuiden tot Galesburg, waarna de snelweg afbuigt naar het zuidoosten, via Peoria, Bloomington en Champaign. De route in Illinois is 355 kilometer lang.

### Interstate 74 inIndiana
De snelweg kruist diagonaal door de staat, en de belangrijkste stad op de route is Indianapolis. De route in Indiana is 276 kilometer lang.

### Interstate 74 inOhio
De snelweg eindigt in Ohio, vrij snel na de grens met Indiana in de stad Cincinnati. Het traject in Ohio is 19 kilometer lang.

## Lengte
| Staat    | km     | mijl   |  |
|          |        |        |  |
| Iowa     | 8,63   | 5,36   |  |
| Illinois | 354,60 | 220,34 |  |
| Indiana  | 276,07 | 171,54 |  |
|          |        |        |  |
| Totaal   | 639,3  | 392,24 |  |

2 · 4 · 5 · 8 · 10 · 12 · 15 · 16 · 17 · 19 · 20 · 22 · 24 · 25 · 26 · 27 · 29 · 30 · 35 · 37 · 39 · 40 · 43 · 44 · 45 · 49 · 55 · 57 · 59 · 64 · 65 · 66 · 68 · 69 · 70 · 71 · 72 · 73 · 74 · 75 · 76 (west) · 76 (oost) · 77 · 78 · 79 · 80 · 81 · 82 · 83 · 84 (west) · 84 (oost) · 85 · 86 (west) · 86 (oost) · 87 · 88 (west) · 88 (oost) · 89 · 90 · 91 · 93 · 94 · 95 · 96 · 97 · 99 · 165 · 238 · 265 · 277 · 278 · 287 · 355 · 390 · 465 · 485 · 565 · 684 · 787 · 790 · 865

Hawaii:
H-1 · H-2 · H-3  
Alaska:
A-1 · A-2 · A-3 · A-4  
Puerto Rico:
PR-1 · PR-2 · PR-3